# Poneridia
Poneridia is een geslacht van kevers uit de familie bladkevers (Chrysomelidae).
De wetenschappelijke naam van het geslacht werd in 1908 gepubliceerd door Julius Weise.

## Soorten
- Poneridia australis (Boheman, 1859)
- Poneridia costata (Allard, 1889)
- Poneridia limbata Weise, 1913
- Poneridia lugens (Blackburn, 1896)
- Poneridia macdonaldi (Lea, 1895)
- Poneridia quadrinotata (Blackburn, 1890)
- Poneridia richmondenis (Blackburn, 1896)